# Суский замок
Суский замок (пол. Zamek Suski) — ренессансный замок, расположенный у подножия горы Ясень в городе Суха-Бескидзка Малопольского воеводства в Польше. Замок часто называют «Малым Вавелем» за его сходство (особенно двор) с Краковским королевским замком.

## История

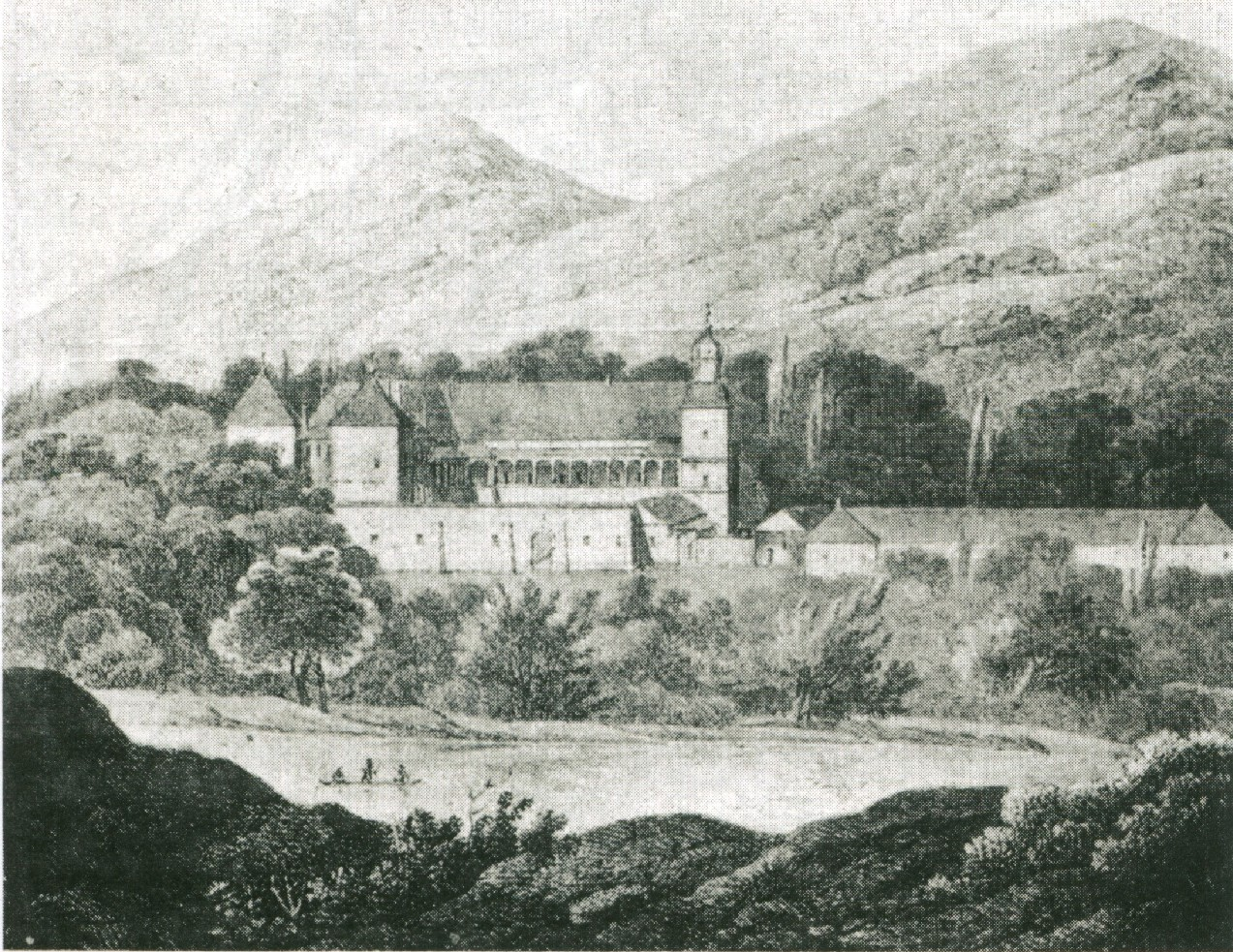
Замок в первой половине XVIII века

На месте нынешнего замка, скорее всего, раньше существовала шляхетская усадьба Слупских, которая была уничтожена во время пожара. Возникновение Суского замка связано с именем Каспера Суского, который построил (вероятно, в 1554—1580 годах) каменную усадьбу оборонного характера. Ее остатки в наше время являются частью построенного позднее южного крыла замка. Известен один из тогдашних архитекторов, который работал над строительством замка в 1580 году — Григорий Качоровский.
В 1608 году замок стал собственностью рода Коморовских. Первый владелец из этого рода — Петр Коморовский (1580—1640), значительно перестроил замок, появился характерный трехкрылый уклад замка, который сохранился по сей день. Некоторые особенности архитектурного стиля замка указывают на то, что в его перестройке, вероятно, принимал участие Паулюс Бодарт, который был архитектором польского магната Николая Зебжидовского из соседней Кальварьи. Очередную перестройку замка осуществила в начале XVIII века Анна Велопольская, которая достроила две башни и модернизировала интерьер замка. Велопольские дольше были владельцами замка: с 1665 по 1843 год.
В 1843 году замок купил польский коллекционер и путешественник, граф Александр Браницкий. В 1882—1887 годах его сын — граф Владислав Браницкий решил осуществить генеральную реставрацию замка под руководством Тадеуша Стрыенского. Однако, уже через несколько лет, в 1905 году, замок уничтожил пожар. За его восстановление снова взялся Стрыенский. В 1843 году замок еще окружала высокая оборонительная стена, достигавшая высоты первого этажа. Род Браницких решил ее снести и построить вместо нее забор из железных прутьев.
В 1922 году замок перешел в собственность рода Тарновских, которые владели им вплоть до начала Второй мировой войны. Во время обеих мировых войн в замке размещался госпиталь для солдат. После Второй мировой войны, запущенный бывшими владельцами, замок выполнял различные функции: здесь размещались гимназия (преобразованная в общеобразовательный лицей), общежитие лицея, мебельная фабрика, склад. Лишь в 1975 году Государственное собрание искусства в Вавеле приняло решение открыть в замке филиал вавельского музея. Была начата генеральная реставрация и реконструкция объекта, которая продолжалась до 1991 года.
В 1996 году замок передали в пользование городу Суха-Бескидзка, а в 2016 году он стал собственностью города. В наше время в замке находится городской музей, городской центр культуры, а также отель и ресторан «Каспер Суский».

## Архитектура
Замок имеет простую конструкцию и состоит из трех крыльев. Замковый двор открыт на восток, над замком возвышается четыре выдвинутые наружу башни. Южное и западное крылья двухэтажные, а северное — одноэтажное. Со стороны двора, самые верхние крылья украшены клуатрами.
Главной залой замка является так называемая Маршальская зала (Рыцарская) — в ней происходили большие придворные церемонии. Из старых интерьеров зала сохранился лишь каменный камин.
Среди других замковых помещений заслуживающий внимание замковая часовня, находящаяся в часовой башне. Ее стены покрыты полихромией, которая однако плохо сохранилась.

## Замковый парк
Вблизи замка, с его южной стороны, находится большой парк, заложенный в XIX веке. В парке преобладают типичные для Польши деревья: ясени, дубы, липы и грабы. Много видов растений, завезенных в парк, не прижились, исключениями стали лондонский платан, красный дуб, сосна веймутова и красный бук. Посреди парка есть просторный луг, за которым находится небольшой пруд. Через парк протекает несколько ручьев, над которыми перекинуты каменные мостики.
Небольшой итальянский сад с цветами и овощами существовал уже во времена Каспера Суского. В начале XVIII века Анна Велопольская расширила его площадь. В то время он имел вид барочного сада с геометрически сформированными кустами. Тогда же была построена оранжерея. В начале XIX века Велопольские перепланирован парк, придав ему характер ландшафтного парка. Окончательную форму романтического ландшафтного парка ему придали Браницкие, которые посадили здесь новые виды деревьев и кустарников, а также перестроили оранжерею в неоготическом стиле. Парк несколько раз разрушался речными паводками, в том числе в 1784 году.
В южном конце парка находится так называемый Дом садовода — бывшие хозяйственные постройки замка.

## Замковая библиотека
В залах на первом этаже южного крыла замка некогда размещалась богатые библиотечно-музейные коллекции Браницких, а впоследствии Тарновских. Александр Браницкий и его сын Владислав создали свое собрание благодаря закупке различных польских и зарубежных коллекций. Род Браницких собирала различные предметы: картины, скульптуры, графику, военные предметы, масонские памятники, монеты, медали, архивные материалы, исторические и литературные рукописи, старопечатные книги и книги. Библиотечная коллекция, которая насчитывала 55 000 томов (по списку 1932 года), также содержала такие ценные объекты, как пергаментную библии XIII века, украшенную иллюминацией, 22 инкунабулы и 666 томов печатных книг XVI века. Замковая библиотека была важным культурным центром, его ресурсами пользовались в том числе преподаватели Ягеллонского и Львовского университетов.
Во время Второй мировой войны значительная часть коллекции была уничтожена, а остальная часть была вывезена. В наше время часть коллекции и архивов Суского замка можно увидеть в библиотеке Ягеллонского университета. Собрание картин в значительной мере попало в краковские музеи, в том числе в музей на Вавеле. Рисунки и графика попали в Национальную библиотеку Польши.

## Галерея

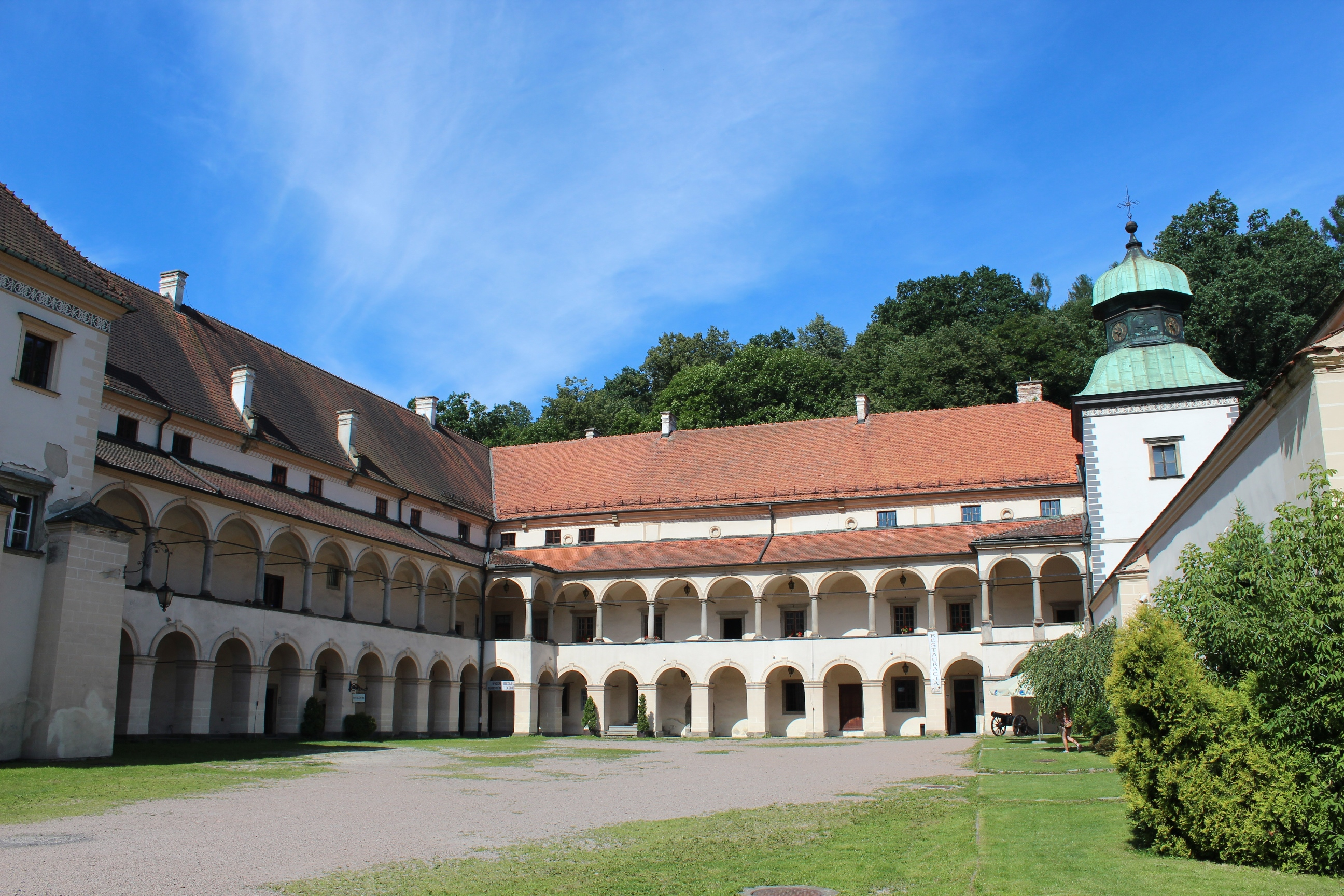
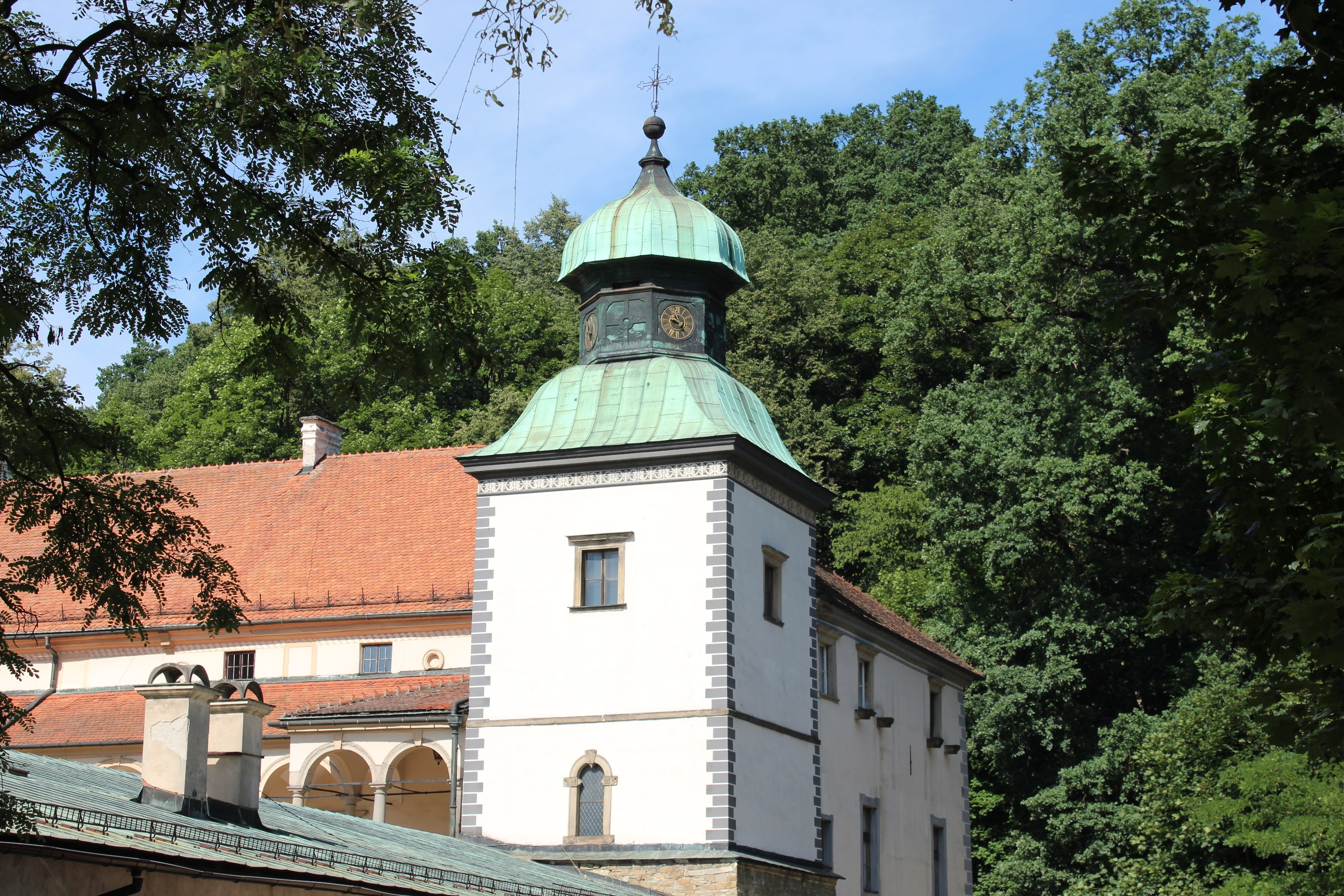
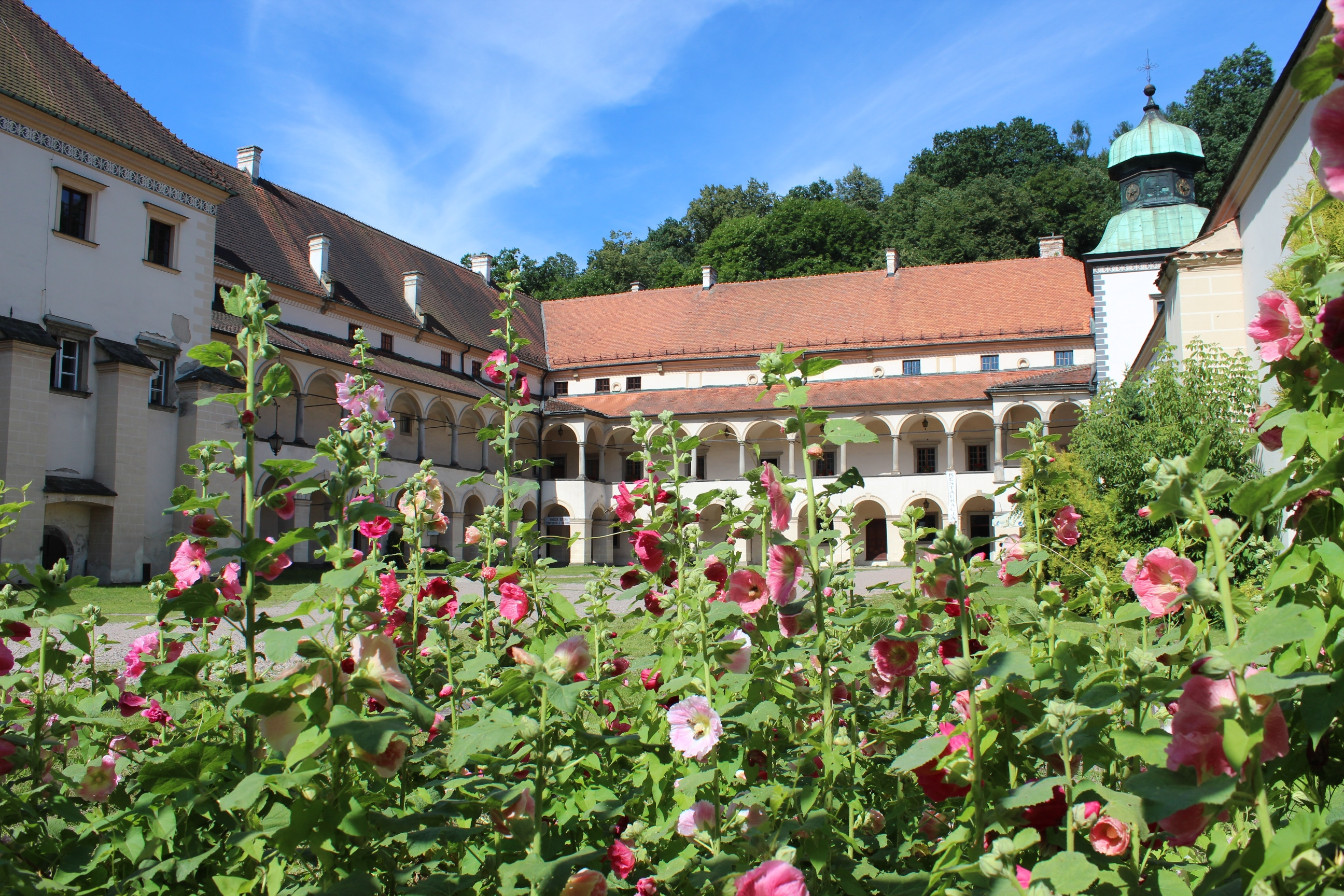
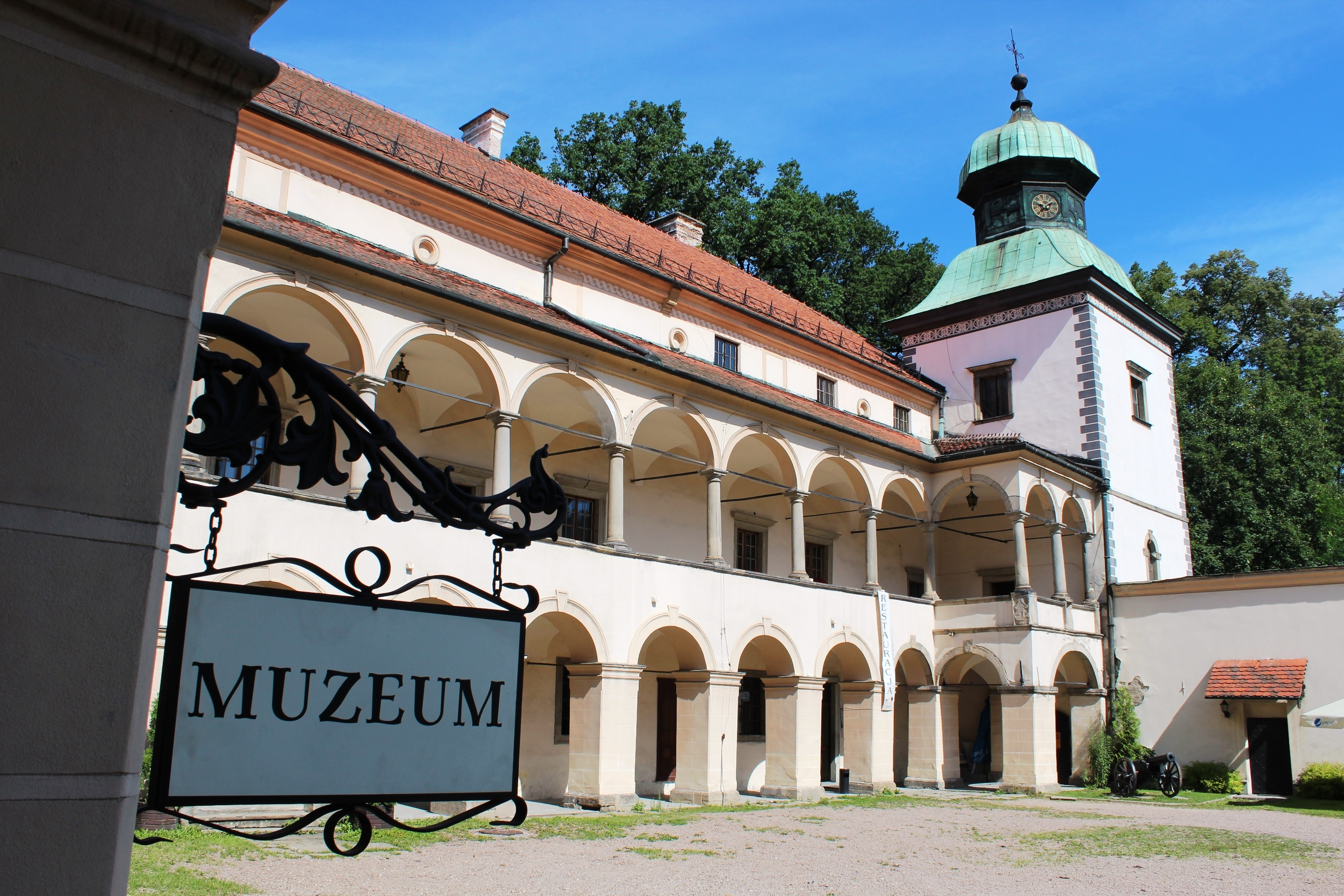
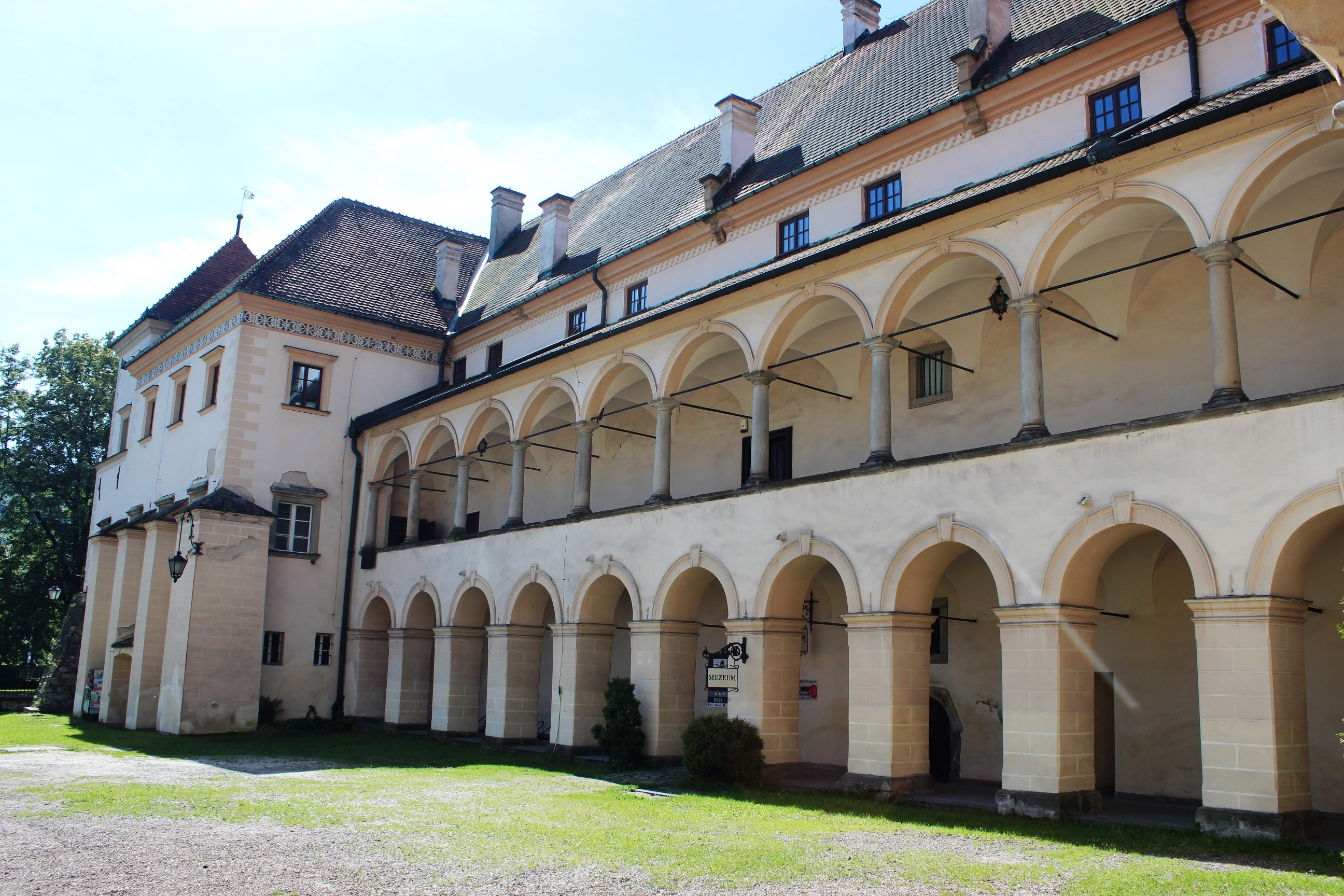
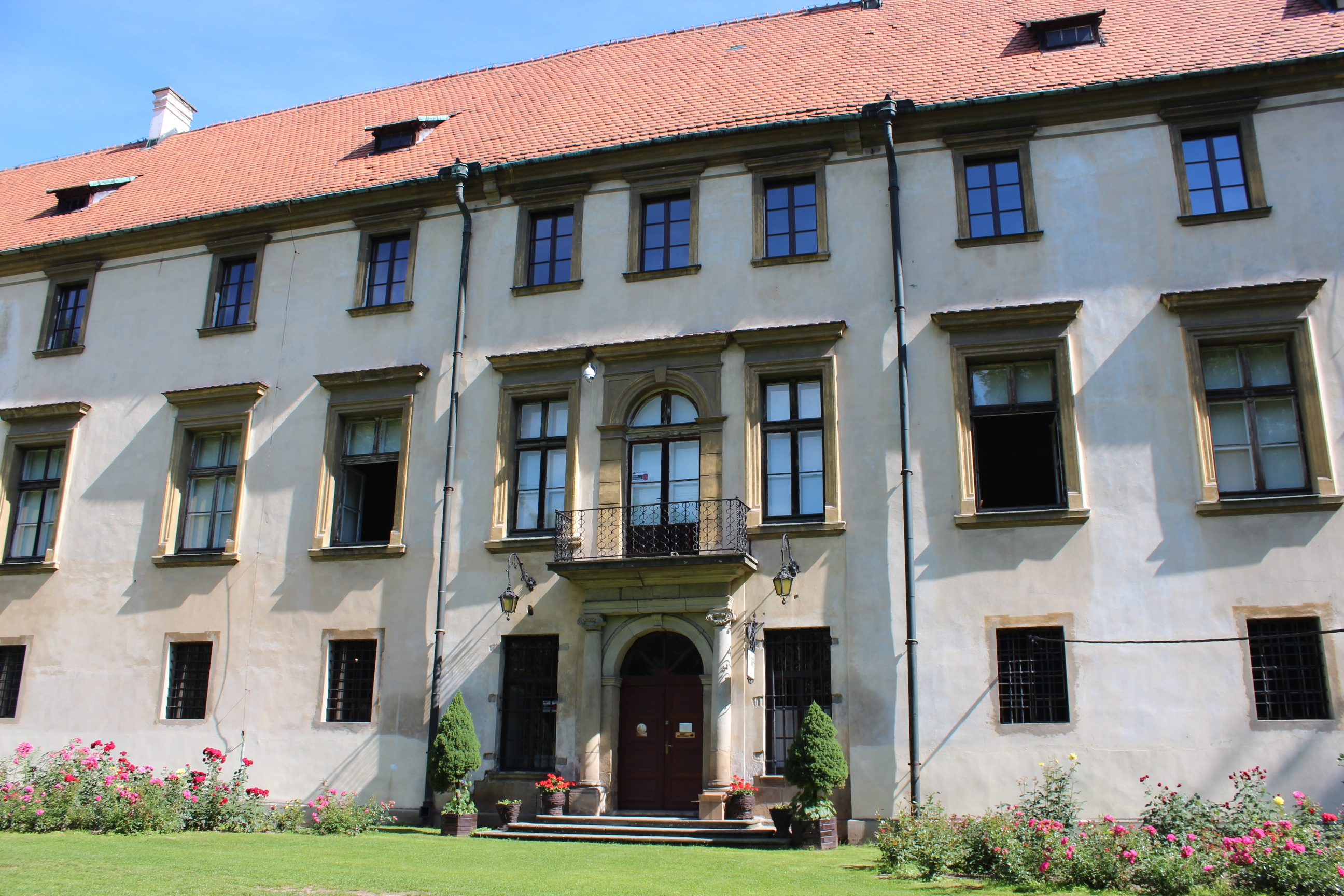
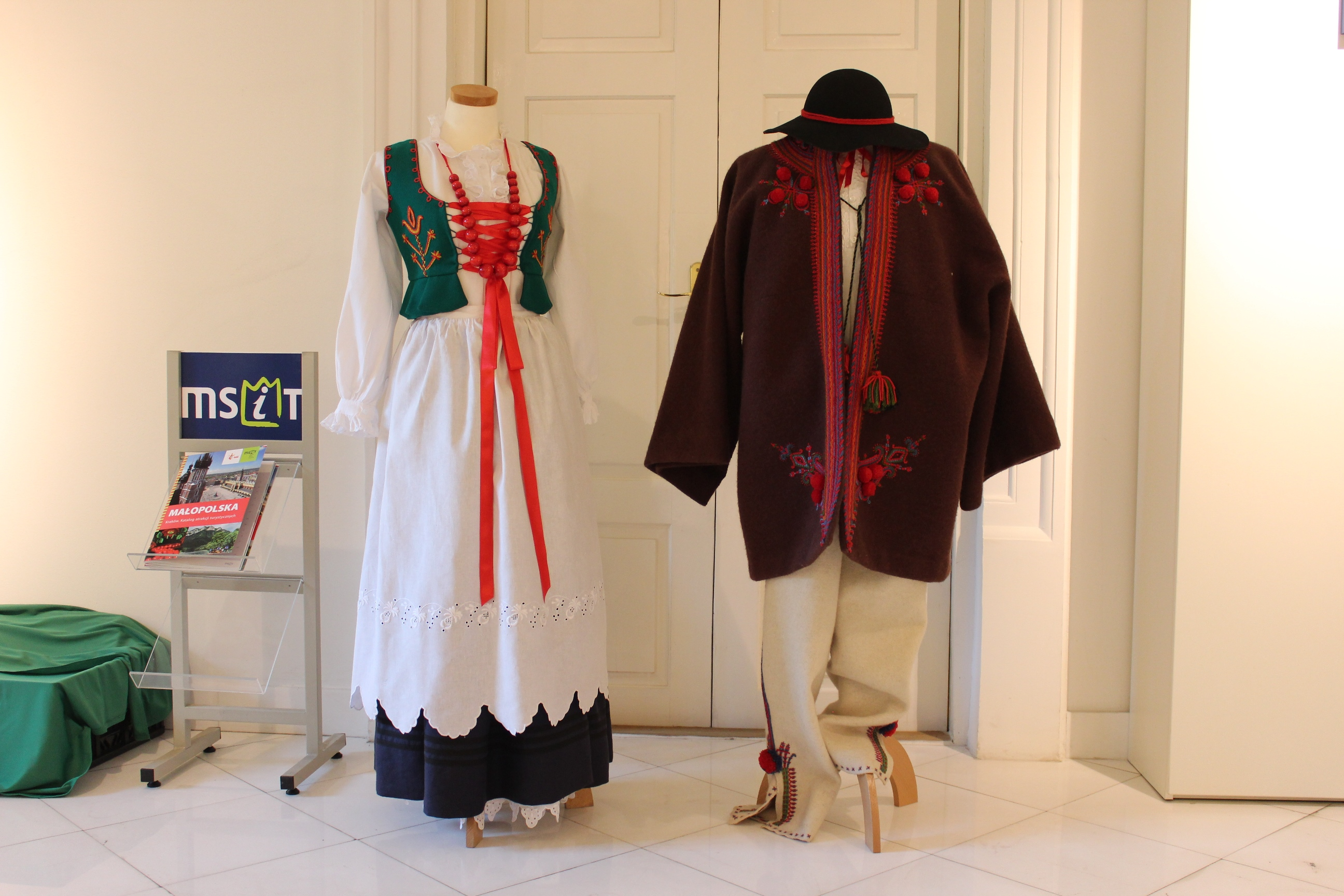
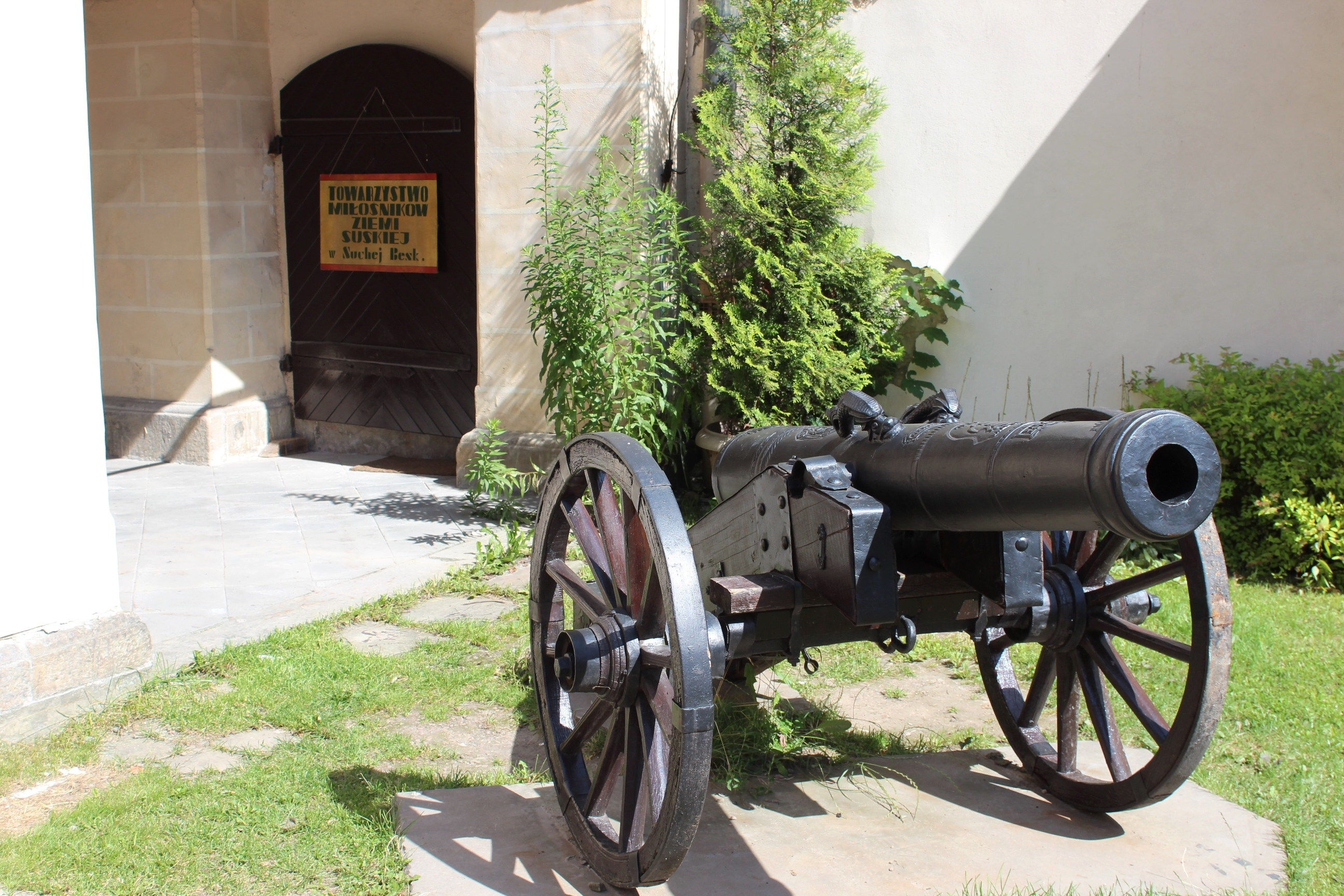